# Theodore Freeman
Theodore Cordy Freeman (* 18. Februar 1930 in Haverford, Pennsylvania; † 31. Oktober 1964 an der Ellington Air Force Base, Houston, Texas) war ein US-amerikanischer Astronaut und Captain der US Air Force. Er kam beim Absturz einer T-38 Talon ums Leben.

## Leben und Wirken
Freeman beendete seine Sekundarausbildung im Jahre 1948. Anschließend besuchte er ein Jahr lang die University of Delaware in Newark, bevor er sich an der US-Marineakademie einschrieb. Er schloss sein Studium im Jahre 1953 mit dem Titel eines Bachelor of Science ab. Im Jahre 1960 diplomierte er an der University of Michigan als Luftfahrtingenieur und erhielt den Titel Master of Science. Freeman war Mitglied am amerikanischen Institut für Luft- und Raumfahrt sowie an der eigens dafür gegründeten Gesellschaft für Test- und Versuchspiloten (Society of Experimental Test Pilots).
Er trat in die US Air Force ein und bestand sämtliche Ausbildungskurse. Er blieb bei der US Air Force, wo er letztlich als Flugausbilder an der eigens dafür eingerichteten Schule für Piloten der Luftwaffe, der Edwards Air Force Base in der Mojave-Wüste, diente.
In erster Linie verrichtete er seinen Dienst jedoch immer noch als Testpilot und daher blieb er meistens für längere Zeit an den verschiedenen Stützpunkten der Luftwaffe. Er erreichte über 3.300 Flugstunden – über 2.400 davon auf Düsenflugzeugen. So wurde Freeman mit der 3. NASA-Astronautenauswahlgruppe im Oktober ausgewählt.
Am 31. Oktober 1964 starb Theodore Freeman bei einem Flugunfall mit seinem Düsenflugzeug des Typs T-38 Talon. Eine Gans prallte während des Landeanflugs gegen die Scheibe des Cockpits. Die Bruchstücke aus Plexiglas gerieten in die Triebwerke, die sofort abschalteten. Freeman war zwar noch in der Lage, den Schleudersitz auszulösen, allerdings war die Maschine für eine ordnungsgemäße Öffnung des Fallschirms bereits zu niedrig. Den heftigen Aufprall überlebte er nicht.
Freeman hinterließ seine Ehefrau und eine Tochter. Er war der erste US-Astronaut, der im Dienst ums Leben kam. Sein Name findet sich außerdem auf der Metallplatte des Fallen Astronauts, des einzigen Kunstwerks auf dem Mond.